# Cult Comics
Cult Comics è una sottoetichetta della casa editrice modenese Panini Comics, scaturita da una derivazione dell'allora Marvel Italia. Nel 1997, anno della sua nascita, fu al centro di un grosso caso editoriale.

## Storia
L'etichetta (nata per pubblicare materiale extra-Marvel Comics) cominciò le pubblicazioni con la collana di Spawn, che in precedenza era pubblicata dalle Edizioni Star Comics di Perugia. La casa editrice umbra accusò ripetutamente la filiale italiana della Marvel Comics di comportamento scorretto nell'acquisizione dei diritti della collana statunitense più venduta a quell'epoca. La situazione tra le due case editrici rimase tesa a lungo, con editor (redattori) delle due case editrici che si mandavano frecciatine da una rubrica all'altra. 
La questione continuò a essere trattata tra le case editrici dietro le quinte e tornò alla ribalta delle pubblicazioni mesi dopo, quando Cult Comics rilevò anche le collane Top Cow della Star Comics, decretando la chiusura dello storico settore americano dei perugini; questa volta, però, le dichiarazioni ufficiali della Star parlarono di un'asta totalmente regolare per i diritti.
La Cult è stata a lungo anche la casa di uno dei più eclatanti casi editoriali del fumetto italiano: Rat-Man di Leo Ortolani.
Con la trasformazione della Marvel Italia in Panini Comics, l'etichetta fu coinvolta nel rinnovamento e prese il nome della "nuova" casa editrice. Della vecchia Cult rimangono solo i titoli di alcune collane (Cult Comics e 100% Cult Comics).
Le serie inizialmente pubblicate o previste sotto l'etichetta Cult Comics prima del cambiamento di nome sono:
- Il Decalogo
- Ken Parker Collection
- Ken Parker Collection Deluxe
- La Compagnia della Forca
- Rat-Man Collection
- Simpsons Comics
- Spawn
- Tutto Rat-Man

Oltre alle già citate Cult Comics e 100% Cult Comics, vengono spesso utilizzate per speciali e serie limitate le collane:
- Comics U.S.A.
- Special Events (utilizzata anche per l'etichetta Marvel Italia)